# Chelonaplysilla violacea
Chelonaplysilla violacea är en svampdjursart som först beskrevs av Lendenfeld 1883.  Chelonaplysilla violacea ingår i släktet Chelonaplysilla och familjen Darwinellidae. Inga underarter finns listade i Catalogue of Life.